# Remothered: Tormented Fathers
Remothered: Tormented Fathers es un juego de horror y supervivencia lanzado en 2018 desarrollado por el estudio italiano Stormind Games y publicado por Darril Arts para PlayStation 4 , Xbox One y Microsoft Windows , desarrollados y en conjunto en Italia. Está creado, escrito y dirigido por el artista y director de videojuegos italiano Chris Darril y ha sido descrito como un homenaje a la serie japonesa de terror y supervivencia Clock Tower .  El 22 de marzo de 2019, Darril Arts anunció que, gracias a una colaboración con el editor japonés Dico, Remothered: Tormented Fathers fue lanzado en Nintendo Switch en 2019.  El 11 de abril, durante los IVGA (Italian Video Game Awards) en Roma, en el escenario premiado por "Mejor juego italiano", Chris Darril y la CEO de Modus Games, Christina Seelye, anunciaron una secuela de Remothered titulado Remothered: Broken Porcelain , en colaboración con Maximum Games que se lanzará en octubre de 2020 para PlayStation 4 , Xbox One , Microsoft Windows y Nintendo Switch.

## Trama
Una anciana llamada Madame Svenska conoce a un joven llamado Sr. Manni, a quien comienza a contarle una vieja historia para que no la olvide.
En el año 1992, Rosemary Reed se dirige a la mansión del Dr. Richard Felton para discutir cómo tratar la misteriosa e incurable enfermedad que padece. Durante la entrevista, se revela que la hija adoptiva de Felton, Celeste, se escapó de su casa y su ex socio comercial ahora fallecido, Albert Elias Wyman, es el principal sospechoso de su desaparición. Sin embargo, rápidamente se revela que Reed solo usó la entrevista médica como pretexto para descubrir la verdad detrás de la desaparición de Celeste. Enojado, Felton ordena a Reed que abandone la mansión.
Más tarde esa noche, Reed se cuela de regreso a la mansión para encontrar a la esposa de Felton, Arianna, quien podría tener las respuestas que busca. Sin embargo, al llegar a la habitación de Arianna, Reed solo encuentra un cadáver descompuesto. Alarmado por el descubrimiento, Reed comienza a recorrer la mansión en busca de más pistas mientras un psicótico Felton acecha los pasillos. Finalmente, Reed se entera de una sesión de hipnosis grabada y del propio Felton que Celeste había regresado a casa después de su desaparición. Sin embargo, Felton en su locura llegó a creer que Celeste era una chica diferente llamada Jennifer y la asesinó. Una monja roja enmascarada aparece en la mansión, persiguiendo a Reed y Felton. Reed se dirige al ático, donde es atacada por una mujer joven antes de caer inconsciente.
Cuando Reed recupera el conocimiento, la mujer se disculpa por atacarla y le cuenta sobre una habitación oculta que Felton selló. Reed encuentra y abre la habitación sellada, descubriendo que es el dormitorio de Celeste. Una grabadora revela que después de que Celeste regresó a casa, fue encarcelada dentro de la mansión con Arianna y sometida a sesiones de hipnosis forzada que comenzaron a destruir gradualmente sus recuerdos. Celeste luego decidió escapar. Reed sigue el camino de escape de Celeste pero cae a las alcantarillas debajo de la mansión. Al regresar a la mansión, Reed descubre el certificado de nacimiento de Felton, que indica su nombre como Jennifer Richardine. Reed se da cuenta de que Felton nació de niña pero se crio de niño y su padre le dio tratamientos de testosterona. Esto creó las personas divididas de Richard y Jennifer,
Reed luego se encuentra con la enfermera de Felton, Gloria, y le advierte sobre la locura de Felton. Gloria se sorprende de que Felton asesinara a Arianna y confirma todas las revelaciones del pasado de Celeste y Felton. Sin embargo, Gloria droga a Reed, revelándose como la monja roja. Reed intenta escapar, pero Felton lo captura. Cuando Reed se despierta, Gloria revela que había estado experimentando con Felton y la manipuló para asesinar a Arianna, pero Celeste pudo escapar. Gloria luego ordena a Felton que mate a Reed en un asesinato-suicidio. Reed es capaz de escapar y matar a Felton prendiéndole fuego. Reed luego se dirige al ático para encontrar una ruta de escape y engaña a Gloria para que se caiga por una ventana.
Reed se acerca a Gloria, herida de muerte, quien revela que ella, Felton y sus compañeras monjas fueron sometidas a experimentos inhumanos por Wyman para perfeccionar el fenoxilo, una droga antipsicotrópica que finalmente fue prohibida por sus graves efectos secundarios. Gloria luego reconoce a Reed como una de sus compañeras monjas, que prendió fuego a todo el proyecto para detener los experimentos. Reed lo confirma pero dice que sus recuerdos de ese período aún faltan. Gloria se disculpa y perdona a Reed, diciéndole que siga buscando a Celeste antes de morir. Reed regresa a la habitación de Celeste y encuentra una pista que la dirige hacia el Flemmington Girls 'Institute.
De vuelta al presente, Madame Svenska le dice al Sr. Manni que Reed continuó su búsqueda de Celeste.

## Recepción
El juego recibió críticas positivas de acuerdo con los sitios web de agregación de reseñas GameRankings y Metacritic .  Fue elogiado por su atmósfera, jugabilidad y narración. 
El 22 de julio de 2018, tres días antes del lanzamiento de Remothered: Tormented Fathers para la consola, Keiichiro Toyama , creador de la serie Silent Hill y Forbidden Siren , expresó su admiración por Remothered y esperaba colaborar con Chris Darril.

## Premios
| Año          | Premio                           | Categoría                    | Resultado | Ref          |
| ------------ | -------------------------------- | ---------------------------- | --------- | ------------ |
| 2019         | NAVGTR Awards                    | Best Writing in a Drama      | Nominada  | [ 2 ]        |
| 2018         | Global Music Awards              | Best Video Game Music        | Ganadora  | [ 3 ]        |
| 2018         | Global Music Awards              | Best Composer/ Composition   | Ganadora  | [ 3 ]        |
| 2018         | Eurogamer                        | Best Indie Game              | Ganadora  | [ 4 ]        |
| 2018         | Eurogamer                        | Best Italian Game            | Ganadora  | [ 4 ]        |
| 2018         | IVGA (Italian Video Game Awards) | Best Italian Debut Game      | Nominada  | [ 5 ]        |
| 2018         | IVGA (Italian Video Game Awards) | Best Italian Game            | Ganadora  | [ 5 ]        |
| 2018         | The Games Machine                | Best Horror Game             | Ganadora  | [ 6 ]        |
| 2018         | The Games Machine                | Best Italian Game            | Ganadora  | [ 6 ]        |
| 2019         | Oniros Film Awards               | Best Animation               | Ganador   | [ 7 ]        |
| 2019         | Oniros Film Awards               | Best Song                    | Nominada  | [ 7 ]        |
| October 2018 | Oniros Film Awards               | Best Animation               | Ganadora  | [ 8 ]        |
| October 2018 | Oniros Film Awards               | Best Director                | Nominada  | [ 8 ]        |
| October 2018 | Oniros Film Awards               | Best Voice Over              | Nominada  | [ 8 ]        |
| October 2018 | Oniros Film Awards               | Best Video Game Trailer      | Ganadora  | [ 8 ]        |
| October 2018 | Oniros Film Awards               | Best Song                    | Ganadora  | [ 8 ]        |
| October 2018 | Oniros Film Awards               | Best Poster                  | Ganadora  | [ 8 ]        |
| 2018         | Rely On Horror                   | Game of the Year             | Ganadora  | [ 9 ] [ 10 ] |
| 2018         | Rely On Horror                   | Community's Game of the Year | Ganadora  | [ 9 ] [ 10 ] |
| 2018         | SH Downloads                     | Horror Game of the Year      | Ganadora  | [ 11 ]       |

## Trivialidades
- El título del juego "Remothered" es un rompecabezas deliberado. Podría significar algo como "madre de nuevo" o "nacido de nuevo", pero en cambio es una combinación de las palabras REM ( movimiento ocular rápido ), polilla , madre , otro y rojo , todas las cuales se refieren a la historia y el simbolismo del juego.

- La primera vez que conocemos a la principal antagonista del juego, la Monja Roja, ella se presenta con la frase "¿quieres matarme?", Un homenaje a la Suspiria de Dario Argento , en la que la protagonista interpretada por Jessica Harper tiene que lucha contra Helena MarKos, la matriarca de la academia de baile que dice la misma frase idéntica con una inflexión similar.

- Según el sitio web italiano revés Revista de Down , el juego es un homenaje a muchas películas famosas como Alfred Hitchcock 's Psicosis , Los pájaros , Stanley Kubrik ' s The Shining , David Lynch 's Mulholland Dr. , Dario Argento ' s de color rojo oscuro , Jonathan Demme 's El silencio de los corderos y Roman Polanski ' s La semilla del diablo , sino también a otros medios de comunicación, de la serie de televisión a los videojuegos como Twin Peaks , el mal dentro , Rule of Rose, Clock Tower (serie) y Silent Hill .

- La primera versión de Remothered fue una de sólo-proyecto de un hombre desarrollado en Enterbrain 's RPG Maker XP , con pinturas de aceite y 2d estética y similitudes con Clock Tower: The First Fear (1995). El proyecto fue cancelado en 2012 por el propio Chris Darril con el objetivo de hacer una versión más potente con un nuevo motor 3d.